# Peruviaanse census 2005
De Peruviaanse census 2005 is een volkstelling gehouden in Peru in het jaar 2005. De telling is uitgevoerd door het nationale instituut voor statistiek en informatica: Instituto Nacional de Estadística e Informática (INEI) van 18 juli tot en met 20 augustus, 2005. De volledige naam van de telling in het Spaans is: X Censo de Población y V de Vivienda ("Tiende bevolkings en vijfde huishoudens census"). The voorgaande census was in 1993 en de volgende is de census van 2007.
De resultaten van de census zijn bekendgemaakt op 30 november, 2005 in Arequipa nadat alle gegevens waren verzameld en verwerkt op het kantoor van INEI.

## Resultaten
De totale bevolking van Peru is 26,152,265 inwoners. De volgende tabel toont een onderverdeling van de bevolking naar de verschillende regio's en de provincie Lima.
| Regio          | Bevolking  | % van de totale bevolking | Wijziging in bevolking sinds 1993 | Wijziging in % van de totale bevolking sinds 1993 |
| -------------- | ---------- | ------------------------- | --------------------------------- | ------------------------------------------------- |
| Amazonas       | 389,700    | 1.5                       | 52,279                            | 0.0                                               |
| Ancash         | 1,039,415  | 4.0                       | -153,527                          | -1.4                                              |
| Apurímac       | 418,882    | 1.6                       | -131,964                          | -0.9                                              |
| Arequipa       | 1,140,810  | 4.4                       | 294,630                           | 0.6                                               |
| Ayacucho       | 619,338    | 2.4                       | -147,624                          | -1.1                                              |
| Cajamarca      | 1,359,023  | 5.2                       | -293,050                          | -2.3                                              |
| Callao         | 810,568    | 3.1                       | 392,307                           | 1.2                                               |
| Cusco          | 1,171,503  | 4.5                       | 23,790                            | -0.7                                              |
| Huancavelica   | 447,054    | 1.7                       | -133,838                          | 0.9                                               |
| Huánuco        | 730,871    | 2.8                       | 1,318                             | -0.5                                              |
| Ica            | 665,592    | 2.5                       | 70,357                            | -0.2                                              |
| Junín          | 1,091,619  | 4.2                       | -93,682                           | -1.8                                              |
| La Libertad    | 1,539,774  | 5.9                       | 219,544                           | -0.1                                              |
| Lambayeque     | 1,091,535  | 4.2                       | 175,567                           | 0.0                                               |
| Lima Regio     | 864,853    | 3.3                       | 3,388,526                         | 9.8                                               |
| Lima Provincie | 6,954,583  | 26.6                      | 3,388,526                         | 9.8                                               |
| Loreto         | 884,144    | 3.4                       | 141,427                           | 0.0                                               |
| Madre de Dios  | 92,024     | 0.4                       | 46,369                            | 0.2                                               |
| Moquegua       | 159,306    | 0.6                       | 45078                             | 0.1                                               |
| Pasco          | 266,764    | 1.0                       | -32,985                           | -0.4                                              |
| Piura          | 1,630,772  | 6.2                       | 62,381                            | -0.9                                              |
| Puno           | 1,245,508  | 4.8                       | -83,966                           | -1.2                                              |
| San Martín     | 669,973    | 2.6                       | 195,949                           | 0.5                                               |
| Tacna          | 274,496    | 1.0                       | 124,658                           | 0.3                                               |
| Tumbes         | 191,713    | 0.7                       | 54,975                            | 0.1                                               |
| Ucayali        | 402,445    | 1.5                       | 161,500                           | 0.4                                               |
| Totaal         | 26,152,265 | 100%                      | 4,103,909                         | n.a.                                              |